# Liste der Flughäfen in Dschibuti
Die Liste der Flughäfen in Dschibuti zeigt die zivilen Flughäfen des afrikanischen Staates Dschibuti, geordnet nach Orten.
| Ort               | ICAO-Code | IATA-Code | Name des Flughafens  |
| ----------------- | --------- | --------- | -------------------- |
| Ali Sabieh        | HDAS      | AII       | Flugplatz Ali Sabieh |
| Assa Gaila        | HDAG      |           | Flugplatz Assa Gaila |
| Chabelley         | HDCH      |           | Flughafen Chabelley  |
| Dikhil            | HDDK      |           | Flugplatz Dikhil     |
| Dschibuti (Stadt) | HDAM      | JIB       | Flughafen Dschibuti  |
| Khôr ‘Angar       | HDHE      |           | Flugplatz Herkale    |
| Musha             | HDMO      | MHI       | Flugplatz Musha      |
| Obock             | HDOB      | OBC       | Flugplatz Obock      |
| Tadjoura          | HDTJ      | TDJ       | Flugplatz Tadjoura   |